# Fininho
Fininho, właśc. Vinicius Aparecido Pereira de Santana Campos (ur. 3 listopada 1985 roku w São Paulo) – brazylijski piłkarz występujący na pozycji lewego obrońcy.

## Kariera klubowa
Wychowanek klubu Corinthians Paulista, w którym rozpoczął karierę piłkarską. Występował na zasadach wypożyczenia w klubach Vitória Salvador i EC Juventude. Od 2006 roku gracz Lokomotiwu Moskwa, do którego trafił za 1,7 miliona euro z Figueirense. Jego kontrakt z moskiewskim klubem trwał do 2009 roku, ale pełnił w nim rolę rezerwowego. W 2009 został wypożyczony do Sport Recife. 9 lutego 2010 podpisał roczny kontrakt z Metalistem Charków. Po zakończeniu sezonu 2012/13 opuścił ukraiński klub.